# Виторија да Конкиста
Виторија да Конкиста (порт. Vitoria da Conquista) град је у Бразилу у савезној држави Баија. Према процени из 2007. у граду је живело 308.204 становника.

## Становништво
Према процени из 2007. у граду је живело 308.204 становника.
| 1991.   | 2000.   |
| ------- | ------- |
| 225,091 | 262,494 |